# 津軽中里駅
津軽中里駅（つがるなかさとえき）は、青森県北津軽郡中泊町大字中里にある津軽鉄道線の駅である。同線の終着駅となっている。

## 歴史
- 1930年（昭和5年）11月13日：開業。
- 2005年（平成17年）11月1日：金木 - 津軽中里間のスタフ閉塞化に伴い夜間列車滞泊を廃止するとともに、委託駅となる。
- 2007年（平成19年）10月25日 - 11月30日：橋の老朽化に伴う補修工事により列車が大沢内駅までの運行となったことに伴い当駅までの列車が運休する。なお、大沢内駅から当駅までの区間はバス代行となった。
- 2012年（平成24年）4月30日：岡山県の旧片上鉄道吉ヶ原駅の猫駅長「コトラ」が訪れ、13時から15時まで統括駅長を務めた[1]。
- 2017年（平成29年）5月21日：「津軽鉄道サポーターズクラブ」が転車台を復活させ、復活記念式典[2]。

## 駅構造

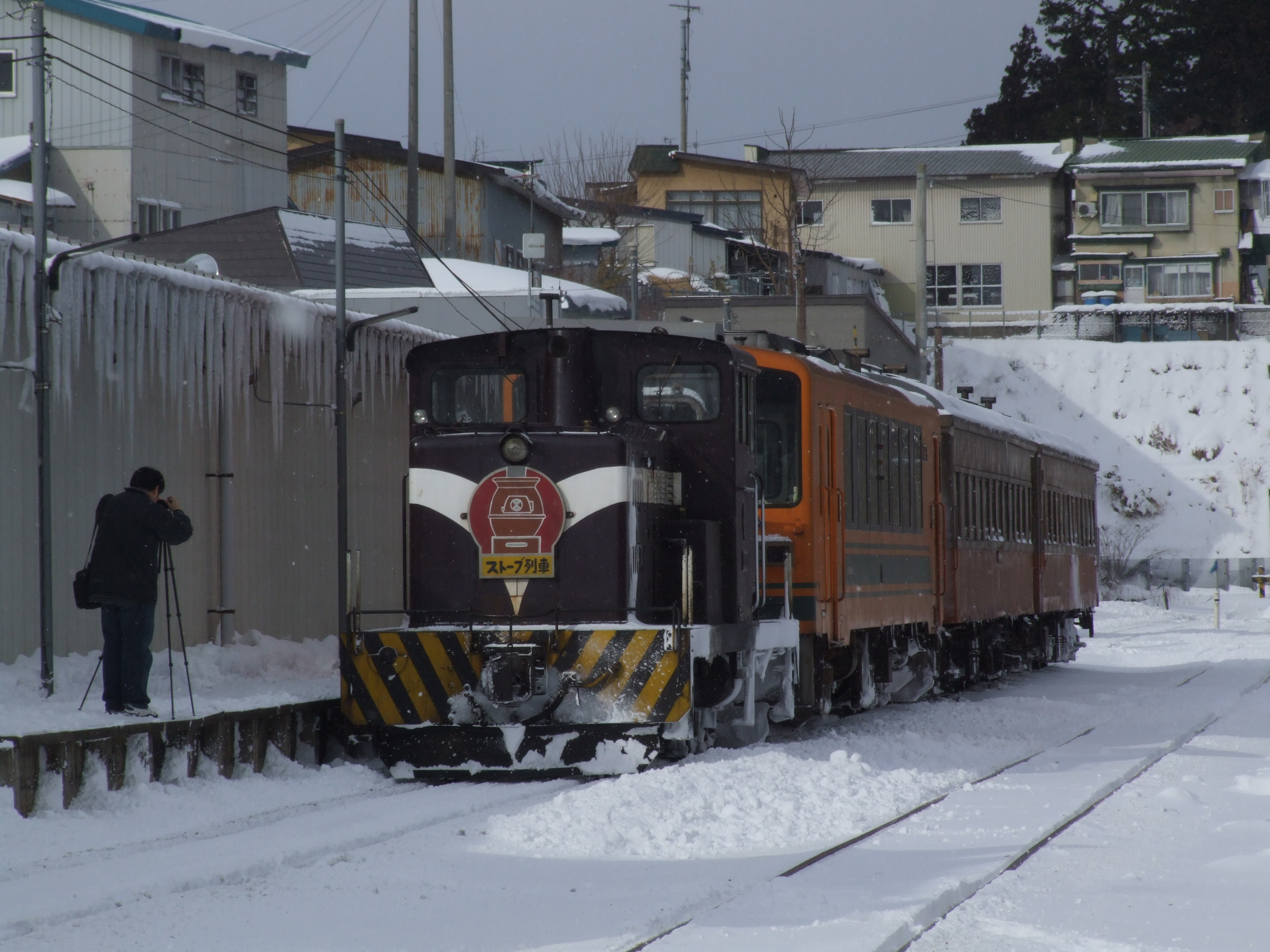
津軽中里駅に停車中のストーブ列車（2008年1月）

1面1線の単式ホームを有するほか、機回し線が1線ある。
備考
- 以前は社員配置駅であったが、金木 - 津軽中里間がスタフ閉塞化された際に夜間滞泊が廃止され、同時に委託化された。
- 駅舎には出札窓口があり、入場券、自社線内の硬券による普通乗車券、定期券を発売している。現在の営業時間は10時から19時までである。

- 「スーパーストア」（旧・生協中里店）が併設されていたが、2008年5月に閉店となった。その後、2012年4月に物産販売施設などを備えた交流施設「駅ナカにぎわい空間」がオープンした。

かつての駅構造
かつての津軽中里駅は、旅客ホーム1面、貨物ホーム、機回し線、機関庫へ通じる側線があった。旅客ホームには駅本屋から階段で上がるか、駅本屋の脇にある坂路（さかみち）で上がる。駅とその周囲の建造物には、機関庫、転車台、給炭台、給水タンク、ポンプ小屋、小屋、駅本屋、貨物上屋、倉庫、駅長社宅、農協倉庫、バス車庫があった。
ただし、1930年（昭和5年）から使用されてきた転車台については1988年（昭和63年）で使用を中止していた。
そこで、沿線住民ら約300人でつくる「津軽鉄道サポーターズクラブ」がクラウドファンディングで改修費80万円目標として2017年（平成29年）1月から募集を始め、
全国196人から185.8万円が集まり、転車台を押すレバーを設置したり安全対策を行って
2017年（平成29年）5月21日に本州最北端の転車台として復活することとなった。

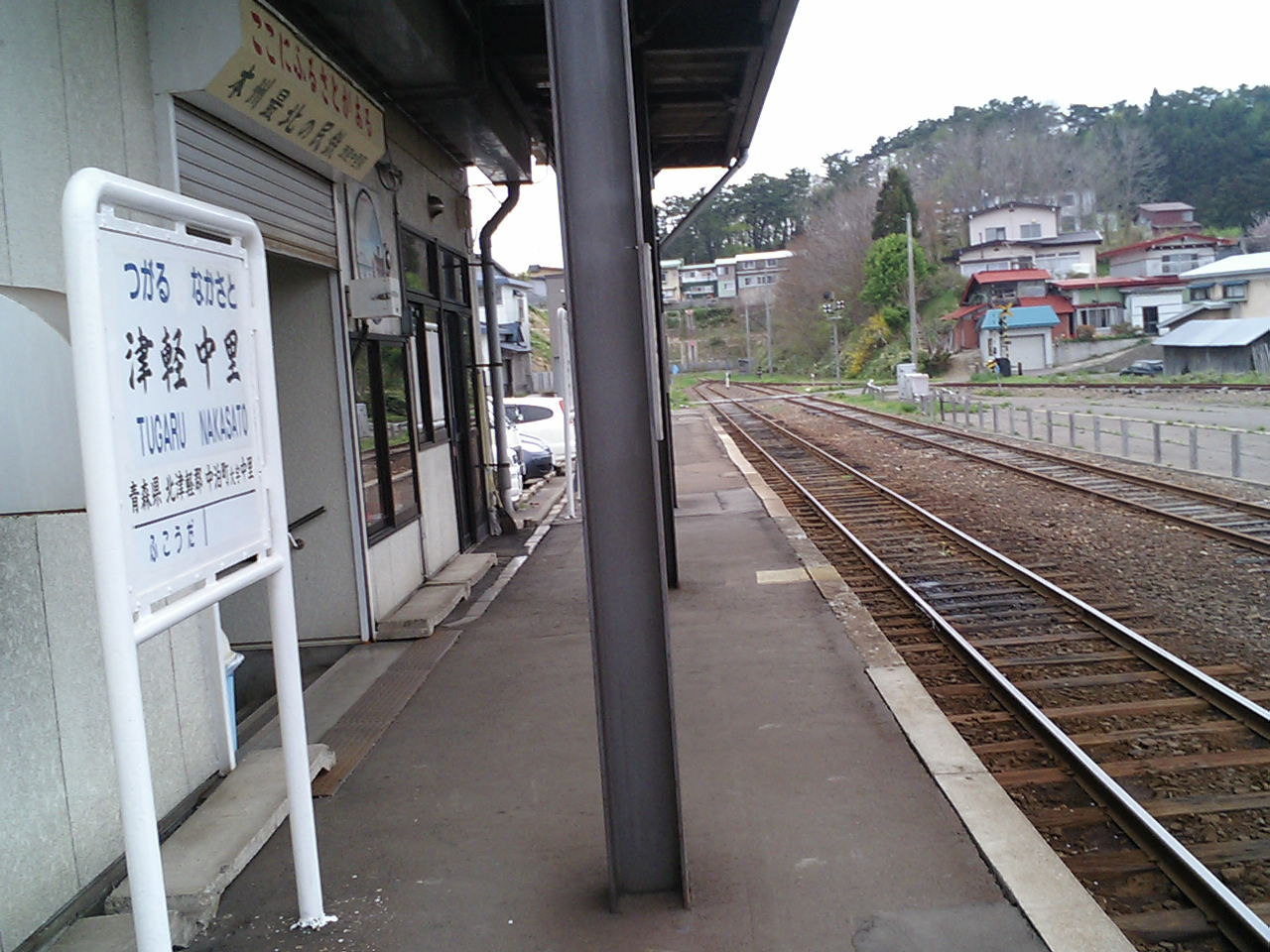
ホーム
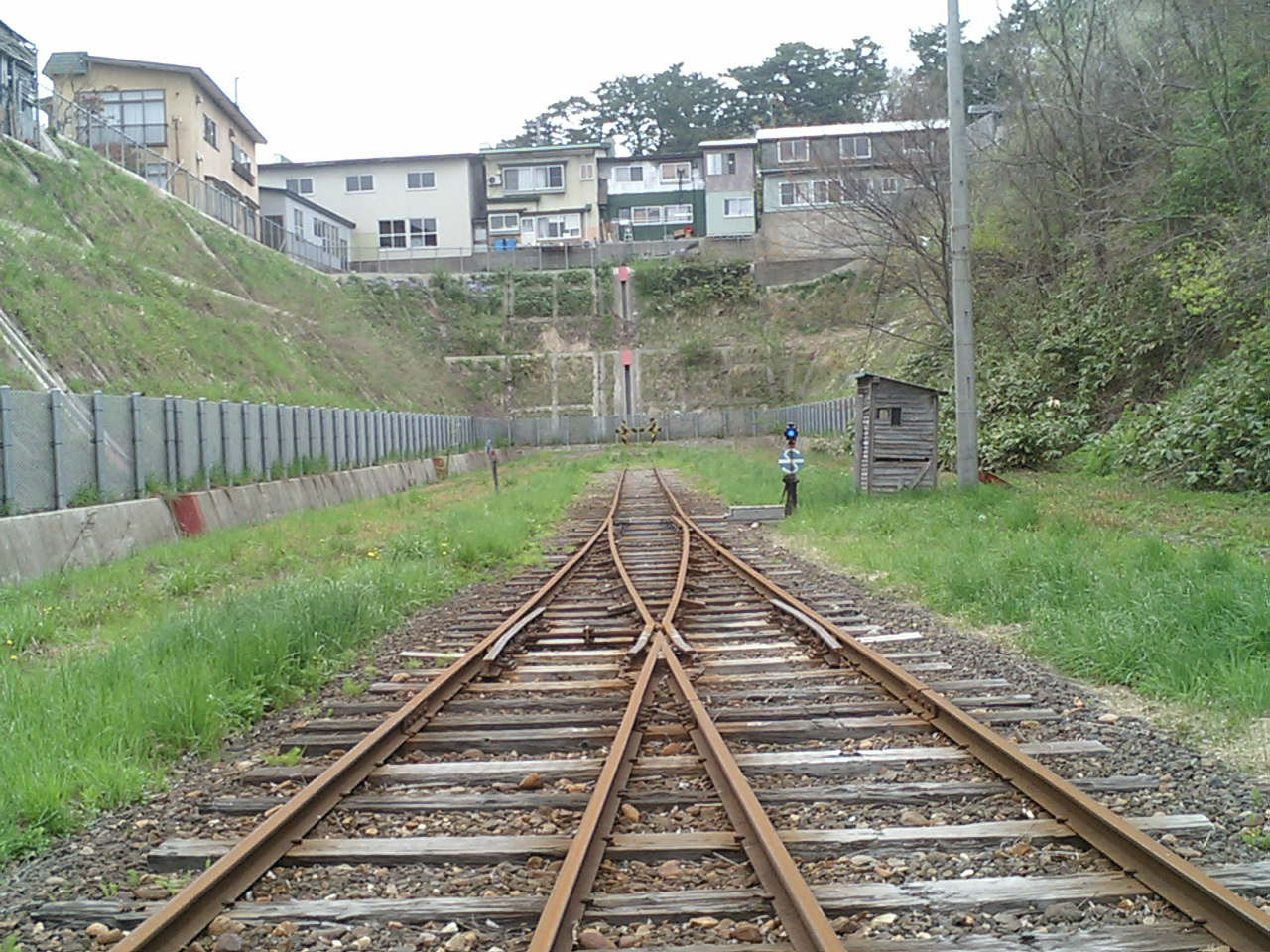
終端部

## 利用状況
| 1日乗降人員推移 | 1日乗降人員推移 |
| 年度            | 1日平均人数     |
| --------------- | --------------- |
| 2011年          | 242             |
| 2012年          | 198             |
| 2013年          | 217             |
| 2014年          | 190             |
| 2015年          | 202             |

## 駅周辺
- 中泊町役場
- 中泊町立中里小学校
- 中里郵便局
- 薬王堂青森中泊店
- ハッピー・ドラッグ青森中里店
- コメリハード&グリーン中里店
- 青森みちのく銀行中里支店／小泊支店
- 青森県道103号津軽中里停車場線

## バス路線
- 弘南バス
  - 五所川原 - 中里 - 小泊線 ： 五所川原営業所・小泊案内所行

- 事前予約制タクシー（奥津軽いまべつ駅まで運行[6]）

## その他
- 公営鉄道や第三セクターを除いた狭義の私鉄の駅としては日本最北の駅である（第三セクターを含めると道南いさりび鉄道線の久根別駅、公営鉄道を含めると札幌市営地下鉄東豊線の栄町駅が最北となる）。
- 当駅は、1978年の松竹映画『俺は田舎のプレスリー』のロケ地となった。

## 隣の駅
津軽鉄道
■津軽鉄道線
大沢内駅 - *深郷田駅 - 津軽中里駅
*一部の列車は深郷田駅を通過する。